# Amastus camposi
Amastus camposi là một loài bướm đêm thuộc phân họ Arctiinae, họ Erebidae.